# Academia Futuros de Jones
La Academia Futuros de la Escuela Preparatoria Jones (Jones Futures Academy o JFA), anteriormente la Escuela Preparatoria Jesse H. Jones (Jesse H. Jones Senior High School), es una escuela preparatoria (high schools) alternativa en el sur de Houston, Texas. Como parte del Distrito Escolar Independiente de Houston (HISD por sus siglas en inglés), Jones era una preparatoria del barrio.

## Historia
La preparatoria se abrió en 1956. Tenía el programa Vanguard, un programa para estudiantes talentosos, que se abrió en 1977.
Para 2002, muchos padres de los estudiantes en el programa Vanguard no estaban satisfechos con el campus y las operaciones de la Preparatoria Jones. El programa Vanguard del nivel de preparatoria se trasladó a la Escuela Preparatoria Carnegie Vanguard, que se abrió en el otoño de 2002. en la ex-Escuela Primaria Carnegie,
En 2015, la mesa directiva de HISD convertido la institución Jones en un nuevo programa para la preparación profesional.